# Matvej Safonov
Matvej Evgen'evič Safonov (in russo Матвей Евгеньевич Сафонов?; Krasnodar, 25 febbraio 1999) è un calciatore russo, portiere del Paris Saint-Germain e della nazionale russa.
Nell'estate del 2019 viene indicato dall'UEFA come uno dei 50 giovani più promettenti per la stagione 2019-2020.

## Carriera

### Club
Krasnodar
Cresciuto nel settore giovanile del Krasnodar, ha esordito in prima squadra il 13 agosto 2017 disputando l'incontro di Prem'er-Liga pareggiato 1-1 contro l'Amkar Perm'.
Il 20 ottobre 2020 esordisce in Champions League contro il Rennes, nel match finito 1-1. 
Paris Saint Germain
Il 14 giugno 2024 viene acquistato dal Paris Saint-Germain.
Debutta con i parigini il 18 settembre 2024, in occasione del match di Champions League contro il Girona, vinto 1-0.  L’esordio in campionato avviene tre giorni dopo, nella partita pareggiata 1-1 contro il Reims. 
Conclude la stagione vincendo il campionato, la coppa nazionale battendo il Reims 3-0 in finale, partita in cui parte titolare, e la Champions League con un netto 5-0 contro l'Inter, realizzando così il triplete. 

### Nazionale
Il 9 ottobre 2020 riceve la sua prima convocazione in nazionale maggiore sostituendo l'infortunato Guilherme. Il 1º giugno 2021 debutta con la massima selezione russa nell'amichevole pareggiata per 1-1 contro la Polonia. Il giorno dopo viene inserito nella lista definitiva dei 26 convocati per gli europei.

## Statistiche

### Presenze e reti nei club
Statistiche aggiornate al 26 novembre 2024.
| Stagione         | Squadra             | Campionato       | Campionato | Campionato | Coppe nazionali | Coppe nazionali | Coppe nazionali | Coppe continentali | Coppe continentali | Coppe continentali | Altre coppe | Altre coppe | Altre coppe | Totale | Totale |
| Stagione         | Squadra             | Comp             | Pres       | Reti       | Comp            | Pres            | Reti            | Comp               | Pres               | Reti               | Comp        | Pres        | Reti        | Pres   | Reti   |
| ---------------- | ------------------- | ---------------- | ---------- | ---------- | --------------- | --------------- | --------------- | ------------------ | ------------------ | ------------------ | ----------- | ----------- | ----------- | ------ | ------ |
| 2017-2018        | Krasnodar           | PL               | 1          | -1         | KR              | 0               | 0               | UEL                | 0                  | 0                  | -           | -           | -           | 1      | -1     |
| 2018-2019        | Krasnodar           | PL               | 14         | -8         | KR              | 2               | -2              | UEL                | 5                  | -6                 | -           | -           | -           | 21     | -16    |
| 2019-2020        | Krasnodar           | PL               | 27         | -28        | KR              | 0               | 0               | UCL+UEL            | 3+3                | -7 + -7            | -           | -           | -           | 33     | -42    |
| 2020-2021        | Krasnodar           | PL               | 21         | -33        | KR              | 0               | 0               | UCL                | 6                  | -10                | -           | -           | -           | 27     | -43    |
| 2021-2022        | Krasnodar           | PL               | 27         | -27        | KR              | 0               | 0               | -                  | -                  | -                  | -           | -           | -           | 27     | -27    |
| 2022-2023        | Krasnodar           | PL               | 27         | -43        | KR              | 9               | -9              | -                  | -                  | -                  | -           | -           | -           | 36     | -52    |
| 2023-2024        | Krasnodar           | PL               | 30         | -27        | KR              | 0               | 0               | -                  | -                  | -                  | -           | -           | -           | 30     | -27    |
| Totale Krasnodar | Totale Krasnodar    | Totale Krasnodar | 147        | -167       |                 | 11              | -11             |                    | 17                 | -30                |             | -           | -           | 175    | -208   |
| 2024-2025        | Paris Saint-Germain | L1               | 10         | -9         | CF              | 5               | -3              | UCL                | 2                  | -1                 | SF+Cmc      | 0           | 0           | 17     | -13    |
| Totale carriera  | Totale carriera     | Totale carriera  | 151        | -169       |                 | 11              | -11             |                    | 19                 | -31                |             | 0           | 0           | 181    | -211   |

### Cronologia presenze e reti in nazionale
| Cronologia completa delle presenze e delle reti in nazionale ― Russia | Cronologia completa delle presenze e delle reti in nazionale ― Russia | Cronologia completa delle presenze e delle reti in nazionale ― Russia | Cronologia completa delle presenze e delle reti in nazionale ― Russia | Cronologia completa delle presenze e delle reti in nazionale ― Russia | Cronologia completa delle presenze e delle reti in nazionale ― Russia | Cronologia completa delle presenze e delle reti in nazionale ― Russia | Cronologia completa delle presenze e delle reti in nazionale ― Russia |
| Data                                                                  | Città                                                                 | In casa                                                               | Risultato                                                             | Ospiti                                                                | Competizione                                                          | Reti                                                                  | Note                                                                  |
| --------------------------------------------------------------------- | --------------------------------------------------------------------- | --------------------------------------------------------------------- | --------------------------------------------------------------------- | --------------------------------------------------------------------- | --------------------------------------------------------------------- | --------------------------------------------------------------------- | --------------------------------------------------------------------- |
| 1-6-2021                                                              | Breslavia                                                             | Polonia                                                               | 1 – 1                                                                 | Russia                                                                | Amichevole                                                            | -                                                                     | 63’                                                                   |
| 16-6-2021                                                             | San Pietroburgo                                                       | Finlandia                                                             | 0 – 1                                                                 | Russia                                                                | Euro 2020 - 1º turno                                                  | -                                                                     |                                                                       |
| 21-6-2021                                                             | Copenaghen                                                            | Russia                                                                | 1 – 4                                                                 | Danimarca                                                             | Euro 2020 - 1º turno                                                  | -4                                                                    |                                                                       |
| 8-10-2021                                                             | Kazan'                                                                | Russia                                                                | 1 – 0                                                                 | Slovacchia                                                            | Qual. Mondiali 2022                                                   | -                                                                     |                                                                       |
| 11-10-2021                                                            | Maribor                                                               | Slovenia                                                              | 1 – 2                                                                 | Russia                                                                | Qual. Mondiali 2022                                                   | -1                                                                    |                                                                       |
| 11-11-2021                                                            | San Pietroburgo                                                       | Russia                                                                | 6 – 0                                                                 | Cipro                                                                 | Qual. Mondiali 2022                                                   | -                                                                     |                                                                       |
| 14-11-2021                                                            | Spalato                                                               | Croazia                                                               | 1 – 0                                                                 | Russia                                                                | Qual. Mondiali 2022                                                   | -1                                                                    |                                                                       |
| 24-9-2022                                                             | Bishkek                                                               | Kirghizistan                                                          | 1 – 2                                                                 | Russia                                                                | Amichevole                                                            | -1                                                                    |                                                                       |
| 23-3-2023                                                             | Tehran                                                                | Iran                                                                  | 1 – 1                                                                 | Russia                                                                | Amichevole                                                            | -1                                                                    | 90+4’                                                                 |
| 12-9-2023                                                             | Al Wakrah                                                             | Qatar                                                                 | 1 – 1                                                                 | Russia                                                                | Amichevole                                                            | -                                                                     | 69’                                                                   |
| 12-10-2023                                                            | Mosca                                                                 | Russia                                                                | 1 – 0                                                                 | Camerun                                                               | Amichevole                                                            | -                                                                     |                                                                       |
| 20-11-2023                                                            | Volgograd                                                             | Russia                                                                | 8 – 0                                                                 | Cuba                                                                  | Amichevole                                                            | -                                                                     |                                                                       |
| 21-3-2024                                                             | Mosca                                                                 | Russia                                                                | 4 – 0                                                                 | Serbia                                                                | Amichevole                                                            | -                                                                     |                                                                       |
| 7-6-2024                                                              | Minsk                                                                 | Bielorussia                                                           | 0 – 4                                                                 | Russia                                                                | Amichevole                                                            | -                                                                     | 46’                                                                   |
| 6-6-2025                                                              | Mosca                                                                 | Russia                                                                | 1 – 1                                                                 | Nigeria                                                               | Amichevole                                                            | -1                                                                    | cap.                                                                  |
| Totale                                                                |                                                                       | Presenze                                                              | 15                                                                    |                                                                       | Reti                                                                  | -9                                                                    |                                                                       |

## Palmarès

### Club

#### Competizioni nazionali
- Supercoppa francese: 1

Paris Saint-Germain: 2024
- Campionato francese: 1

Paris Saint-Germain: 2024-2025
- Coppa di Francia: 1

Paris Saint-Germain: 2024-2025

#### Competizioni internazionali
- UEFA Champions League: 1

Paris Saint-Germain: 2024-2025
- Supercoppa UEFA: 1

Paris Saint-Germain: 2025